# Acton Burnell
Acton Burnell es una localidad situada en el condado de Shropshire, en Inglaterra (Reino Unido). Según el censo de 2011, tiene una población de 544 habitantes.
Está ubicada en el centro de la región Midlands del Oeste, a poca distancia al este de la frontera con Gales y al oeste de Birmingham.